# Intolerancia (sociología)
La intolerancia se define como la falta de habilidad y voluntad de tolerar algo.
En la intolerancia cultural no se aceptan costumbres y tradiciones de otras personas, de raza, de otra comunidad, sexualidad, municipio, religión o país.  
En este último sentido, la intolerancia resulta ser cualquier actitud plano de las ideas, por ejemplo, se caracteriza por la perseverancia en la propia opinión, a pesar de las razones que se puedan esgrimir contra ella. Supone, por tanto, cierta dureza y rigidez en el mantenimiento de las propias ideas o características, que se tienen como absolutas e inquebrantables.
Tiene por consecuencia la discriminación dirigida hacia grupos o personas (que puede llegar a la segregación, al insulto o falta de respeto, o a la agresión) por el hecho de que estos piensen, actúen o simplemente sean de manera diferente. Las múltiples manifestaciones de este fenómeno poseen en común la elevación como valor supremo de la propia identidad, ya sea étnica, sexual, ideológica o religiosa, desde la cual se justifica el ejercicio de la marginación hacia el otro diferente. El intolerante considera que ser diferentes equivale a no ser iguales en cuanto a derechos.
Podríamos distinguir también una doble vertiente en la intolerancia. Por un lado estarían los grandes casos de persecución a lo largo de la historia. Pero también es un fenómeno sutil que puede identificarse continuamente en cualquier entorno. La intolerancia, pues, tendría una segunda vertiente más cercana, la cual se halla presente en la vida cotidiana. 
La intransigencia para con los demás, para con los diferentes escoge distintos objetos. En cualquier caso, siempre supone una diferencia respecto a lo considerado normal o correcto por quienes juzgan. Acá esperan ser resueltos y desarrollados muchos conceptos, empezando por aproximarnos a un metalenguaje en el que cualquier cultura quiera definir los términos o conceptos. 
La intransigencia es la diferencia en el prójimo, ya se base ésta en características de género, culturales, ideológicas o religiosas, contra lo que arremete el intolerante. Formas comunes de intolerancia son el racismo, el sexismo, la homofobia, la xenofobia, la intolerancia religiosa y la intolerancia política.